# محمد سعيد حارب

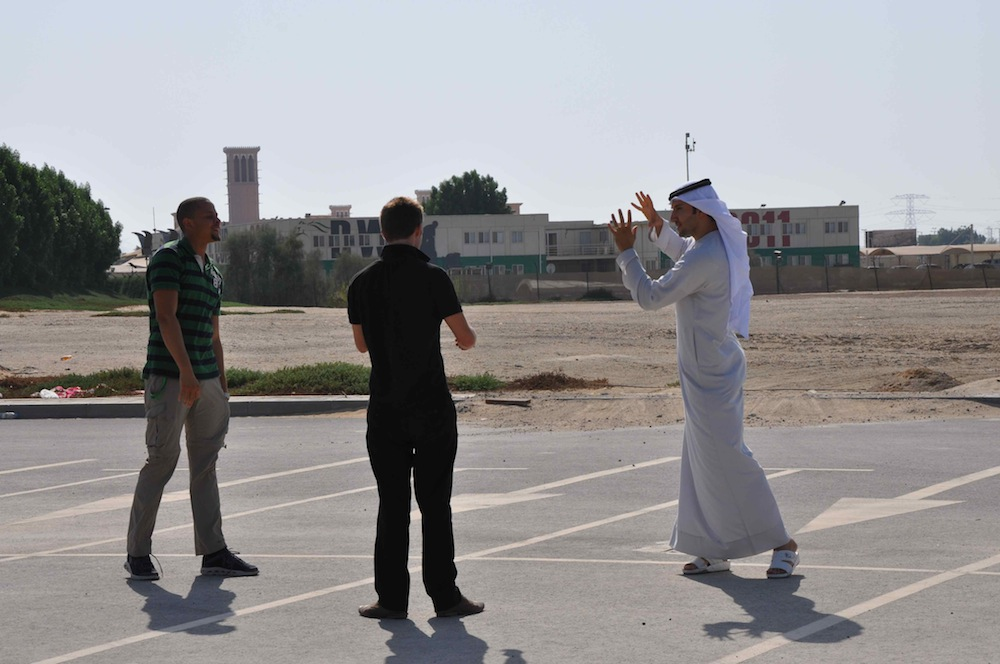

محمد سعيد حارب  (ولد 1978) هو مخرج مسلسل الصور المتحركة الإماراتي الشهير « فريج » خريج جامعة نورث إيسترن بوسطن - بتخصص فنون عامة وتحريك صور, عمل محمد في عدة أماكن قبل انضمامه إلى . والده الدكتور سعيد حارب.
في عام 2010 قدم برنامج المضيف على قناة دبي الفضائية.توفيت والدته وهو في سن 18 سنة